# (16801) Petřínpragensis
16801 Petrinpragensis (1997 SC2) – planetoida z pasa głównego asteroid okrążająca Słońce w ciągu 3,8 lat w średniej odległości 2,43 j.a. Odkryta 23 września 1997 roku.